# 上海市城市更新条例
上海市城市更新条例是中華人民共和國上海市的一部有關都市更新的地方法規，於2021年8月25日的上海市第十五屆人民代表大會常務委員會第三十四次会议表决通过，上海市城市更新条例于同年9月1日開始施行。上海市城市更新条例共八章六十四条。